# Budynek Wyższego Seminarium Duchownego w Ełku
Budynek Wyższego Seminarium Duchownego w Ełku – zabytkowa kamienica w Ełku. Mieści się w dzielnicy Centrum przy ul. Kościuszki naprzeciwko Katedry św. Wojciecha i w pobliżu innych budynków kurii biskupiej. Zbudowana na początku XX wieku. Od 1992 w budynku mieści się Wyższe Seminarium Duchowne w Ełku. Obiekt figuruje w rejestrze zabytków.

## Architektura
Kamienica ma korpus 11-osiowy, jedno skrzydło jest 4-osiowe, drugie 2-osiowe. Bogatą ornamentykę elewacji budynku uzyskano poprzez zastosowanie cegły żółtej, czerwonej oraz tynkowanych płaszczyzn. Większość otworów w budynku jest zamkniętych łukami odcinkowymi. Okna dodatkowo podkreślają opaski z czerwonej cegły. Fasada ozdobiona jest dwoma ryzalitami zwieńczonymi schodkowymi szczytami. W drugiej i trzeciej kondygnacji pomiędzy ryzalitami znajdują się balkony. Główne wejście do budynku jest umieszczone centralnie (w 6 osi). Nad wejściem, w partii dachu, znajduje się sześcioboczna wieżyczka nakryta dachem wieżowym.